# Kiana Palacios
Kiana Palacios est une footballeuse internationale mexicaine, née le 1er octobre 1996 à Orange. Elle évolue au poste d'attaquant au Club America.

## Biographie
Avec l'équipe du Mexique des moins de 20 ans, elle participe au championnat sud-américain des moins de 20 ans en 2015, puis à la Coupe du monde des moins de 20 ans 2016.
Avec l'équipe du Mexique, elle dispute le Championnat féminin de la CONCACAF en 2018.

## Palmarès
- Vainqueur de la Coupe d'Espagne féminine en 2019 avec la Real Sociedad